# Startup Disk Creator
Startup Disk Creator – wolne i otwarte oprogramowanie do tworzenia dysków Live USB przeznaczone dla Ubuntu oraz rodziny systemów Windows.